# Dãy phòng Raffaello

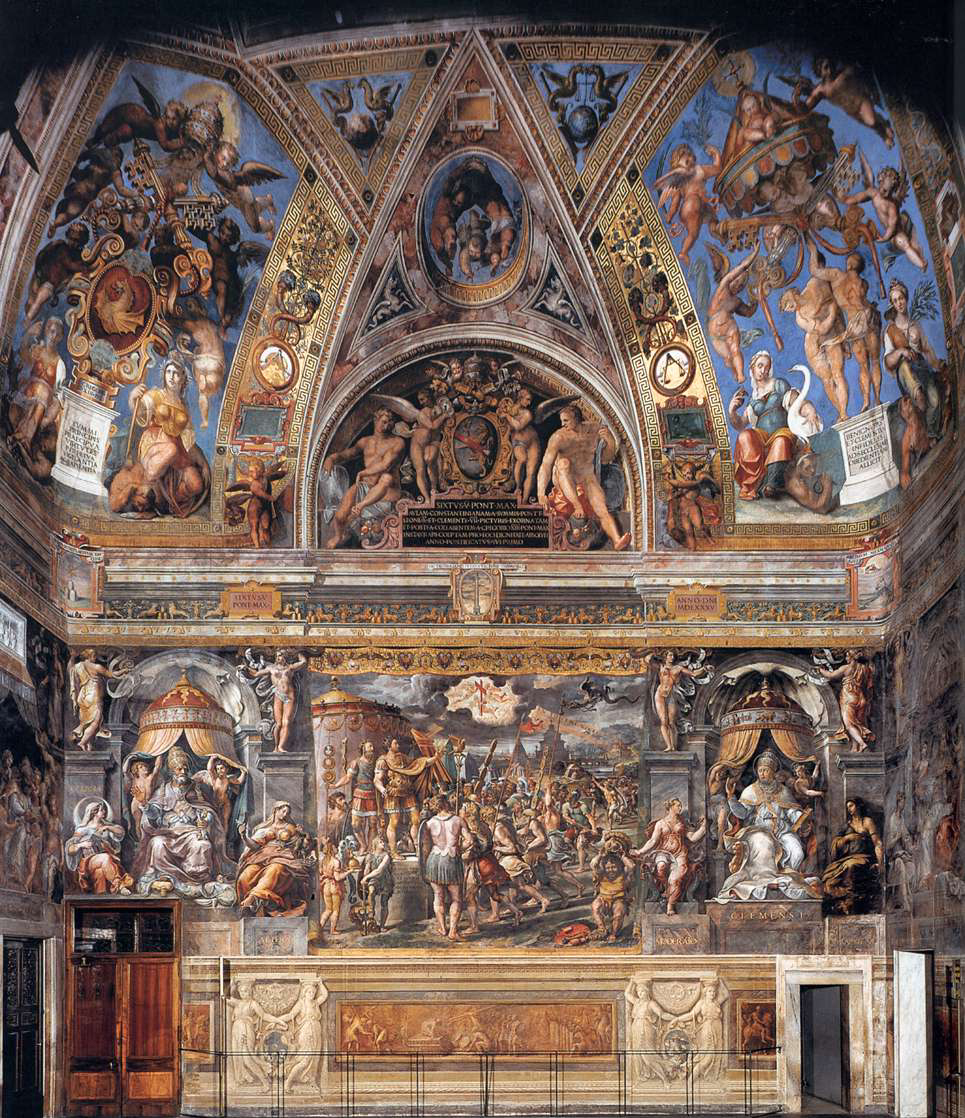
Đại sảnh Constantinus

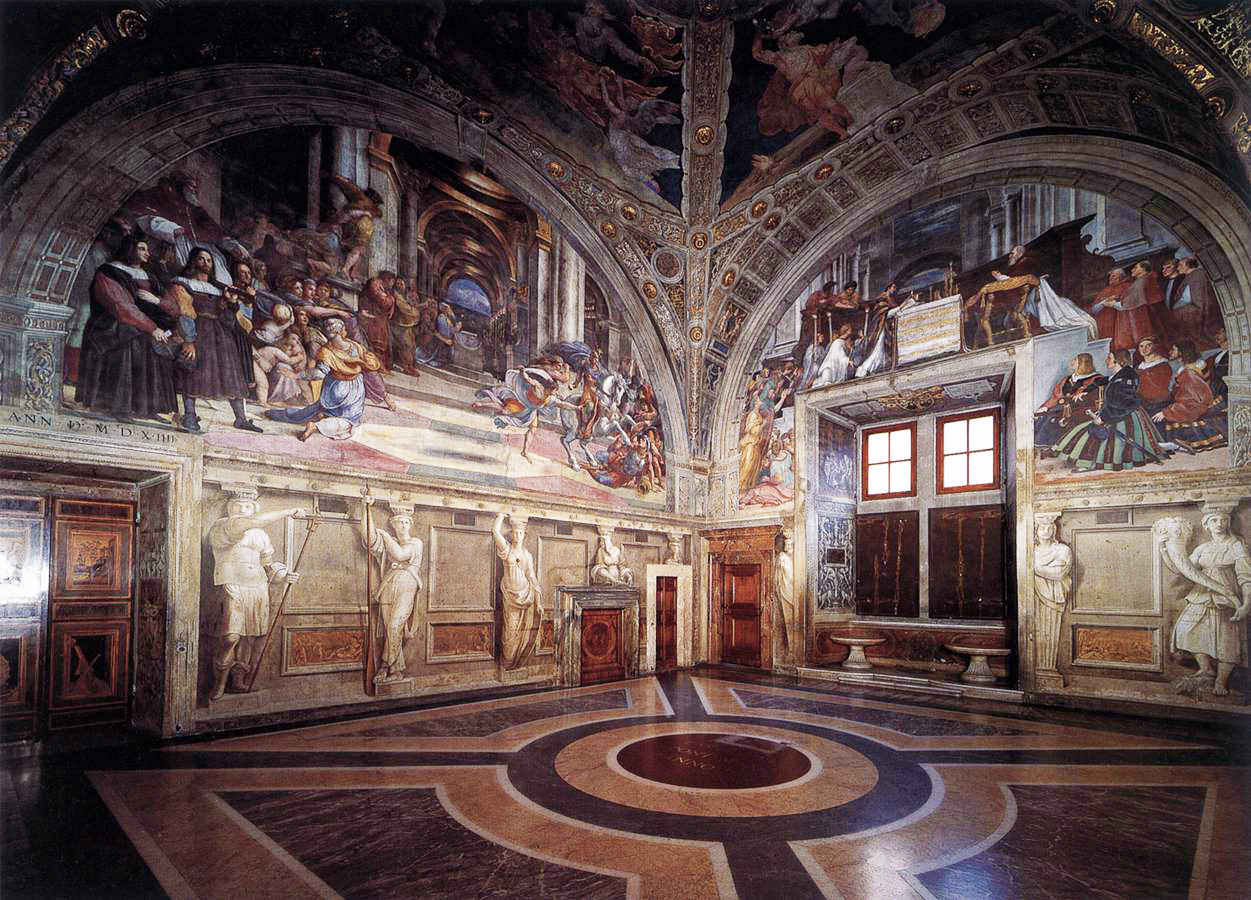
Phòng Heliodorus

Bốn gian phòng Raffaello (tiếng Ý: Stanze di Raffaello) tạo thành một dãy phòng chức năng lễ tân bên trong Điện Tông Tòa, nay là một phần của Bảo tàng Vatican tại Thành Vatican. Chúng nổi tiếng với những bức bích họa do Raffaello và xưởng của ông vẽ. Cùng với những bức bích họa trên trần nhà nguyện Sistina của Michelangelo, dãy phòng Raffaello là những bức bích họa vĩ đại làm nên thời kỳ Thượng Phục Hưng tại Roma, nơi các kiệt tác nghệ thuật đạt đến đỉnh cao.
Dãy phòng (tiếng Ý: Stanze), cách mà chúng thường được gọi, ban đầu được dự định là một dãy căn hộ dành cho Giáo hoàng Giuliô II. Giáo hoàng đã ủy quyền cho Raffaello khi đó vẫn còn là một nghệ sĩ khá trẻ đến từ Urbino và xưởng vẽ của ông vào năm 1508 hoặc 1509 đến để trang trí lại toàn bộ nội thất hiện có của các phòng. Có thể là ý định của Giuliô muốn mở rộng các căn hộ của người tiền nhiệm (và cũng là kỳ phùng địch thủ) là Giáo hoàng Alexanđê VI, vì Stanze nằm ngay phía trên Căn hộ Borgia của Alexanđê. Chúng nằm trên tầng ba, nhìn ra phía nam của Sân trong Belvedere.
Từ đông sang tây theo hướng du khách có thể bước vào dãy phòng, nhưng không theo trình tự mà các bức bích họa được vẽ trong dãy phòng, thì dãy các phòng lần lượt là Đại sảnh Constantinus (Sala di Costantino), Phòng Heliodorus (Stanza di Eliodoro), Phòng Tông Ấn (Stanza della Segnatura) và Phòng Hỏa hoạn phường Borgo (Stanza dell'Incendio del Borgo).
Sau khi Giuliô II băng hà vào năm 1513, với bích họa ở hai căn phòng đã được vẽ xong, Giáo hoàng Lêô X tiếp tục dự án trang trí này. Sau cái chết bạc mệnh của Raffaello vào năm 1520, các trợ lý của ông là Gianfrancesco Penni, Giulio Romano và Raffaellino del Colle đã hoàn thành dự án với các bức bích họa ở Đại sảnh Constantinus.

## Trình tự kế hoạch
Sơ đồ các công trình dãy phòng đi theo hướng từ đông sang tây lần lượt như sau:
| Toàn cảnh (1)                       | Toàn cảnh (2)         | Bức tường phía Đông             | Bức tường phía Nam            | Bức tường phía Tây | Bức tường phía Bắc | Trần nhà |
| ----------------------------------- | --------------------- | ------------------------------- | ----------------------------- | ------------------ | ------------------ | -------- |
| Đại sảnh Constantinus               |                       |                                 |                               |                    |                    |          |
|                                     |                       |                                 |                               |                    |                    |          |
| Thập tự giá hiển thánh              | Trận Cầu Milvius      | Lễ rửa tội của Constantinus     | Sự cung hiến của Constantinus |                    |                    |          |
| Phòng Heliodorus                    |                       |                                 |                               |                    |                    |          |
|                                     |                       |                                 |                               |                    |                    |          |
| Trục xuất Heliodorus khỏi Đền Thánh | Thánh lễ ở Bolsena    | Thánh Lêô Cả gặp Attila         | Giải cứu Thánh Phêrô          |                    |                    |          |
| Phòng Tông Ấn                       |                       |                                 |                               |                    |                    |          |
|                                     |                       |                                 |                               |                    |                    |          |
| Trường Athena                       | Đức hạnh cốt yếu      | Tranh luận về Bí tích Thánh Thể | Đỉnh Parnassus                |                    |                    |          |
| Phòng Hỏa hoạn phường Borgo         |                       |                                 |                               |                    |                    |          |
|                                     |                       |                                 |                               |                    |                    |          |
| Trận hải chiến Ostia                | Hỏa hoạn phường Borgo | Lễ đăng quang của Charlemagne   | Thệ ngôn của Lêô III          |                    |                    |          |

## Đại sảnh Constantinus
Phòng lớn nhất trong số bốn gian phòng là Đại sảnh Constantinus (Sala di Costantino). Những bức vẽ tại đây đã không được bắt đầu cho đến khi Giáo hoàng Giuliô hay đúng hơn là Raffaello qua đời. Căn phòng này được dành riêng cho chủ đề sự chiến thắng khải hoàn của Kitô giáo trước các thế lực ngoại đạo. Các bức bích họa tái hiện những cuộc chiến tranh lấy từ cuộc đời của Hoàng đế La Mã Constantinus, và là tác phẩm của Giulio Romano, Gianfrancesco Penni và Raffaellino del Colle. Bởi các bích họa không phải được vẽ bởi bậc thầy Raffaello, vậy nên chúng không nổi tiếng bằng các tác phẩm ở các phòng lân cận. Tiếp tục truyền thống tâng bốc vốn có, các học trò của Raffaello đã đem vào trong các bích họa những đặc điểm và nhận diện của các giáo hoàng thời bấy giờ là Clêmêntê VII cho đến Giáo hoàng Sylvestrô.

### Thập tự giá hiển thánh

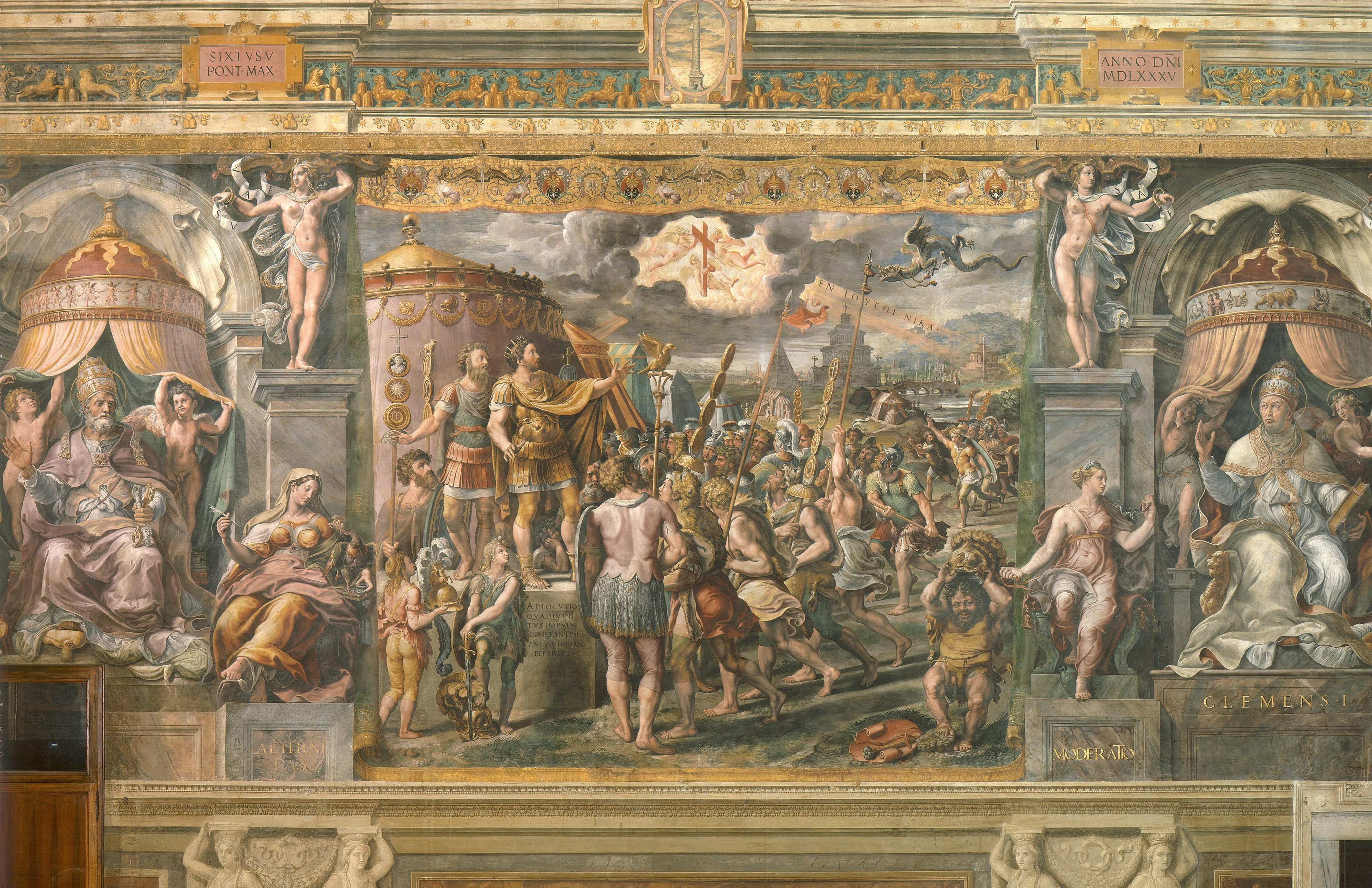
Thập tự giá hiển thánh, 1520–1524

Bức bích họa của Thập tự giá hiển thánh mô tả câu chuyện huyền thoại về một cây thánh giá vĩ đại xuất hiện trước Constantinus khi ông hành quân để đối đầu với đối thủ của mình là Maxentius. Trên bầu trời được vẽ với dòng chữ tiếng Hy Lạp "Εν τούτω νίκα" hay được biết đến với cái tên Latinh In hoc signo vinces được viết ngay bên cạnh, mang nghĩa là "Nơi dấu chỉ này nhà ngươi ắt chiến thắng".

### Trận Cầu Milvius

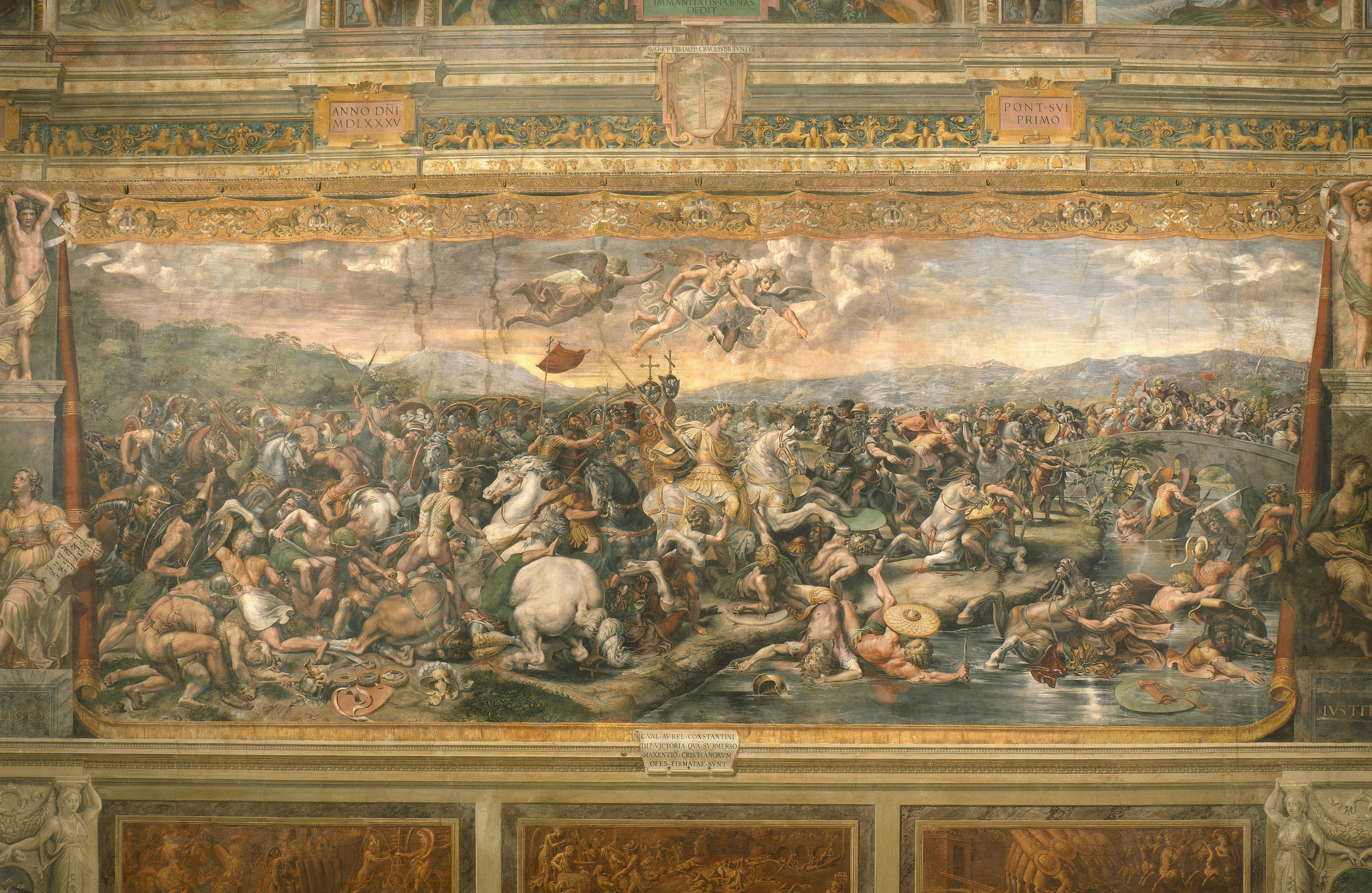
Trận Cầu Milvius, 1520-1524

Trận Cầu Milvius cho thấy trận chiến diễn ra vào ngày 28 tháng 10 năm 312, theo tầm nhìn của Constantinus.

### Lễ rửa tội của Constantinus

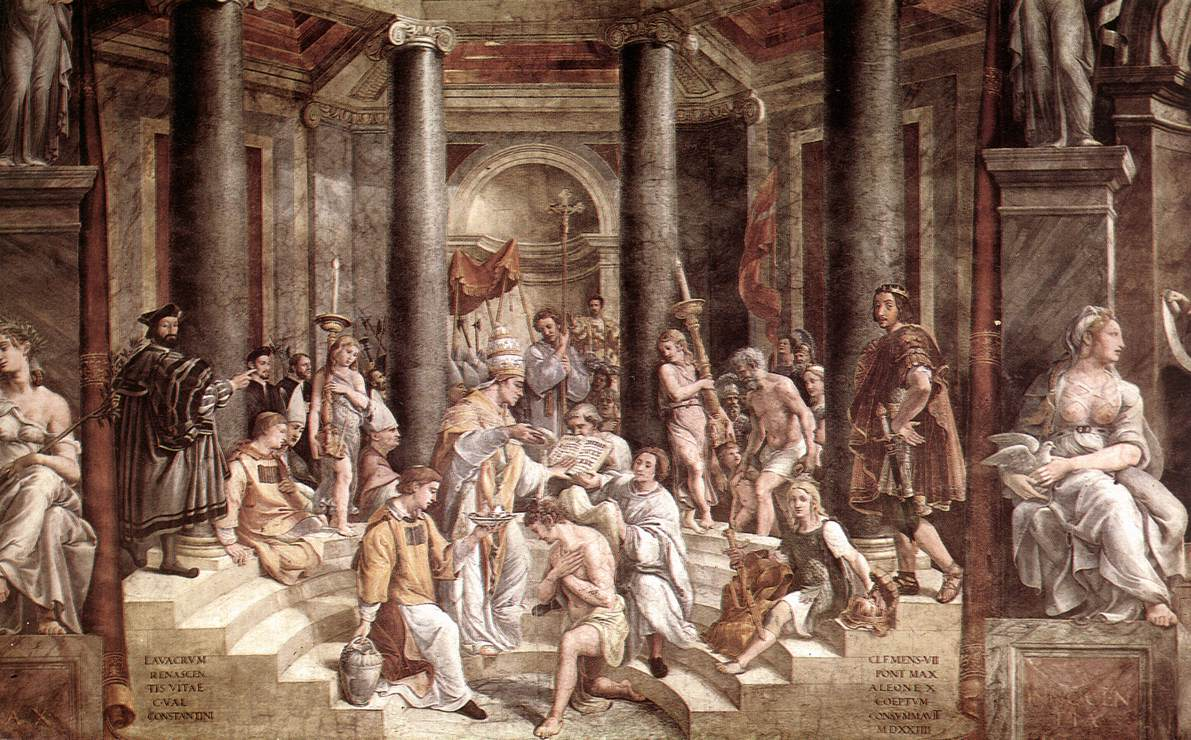
Lễ rửa tội của Constantinus, 1517–1524

Bức họa thứ ba trong chuỗi ảnh, Lễ rửa tội của Constantinus, rất có thể được vẽ bởi Gianfrancesco Penni, và cho thấy hoàng đế được rửa tội bởi Giáo hoàng Sylvestrô tại nhà giếng rửa tội Latêranô ở Roma, sau lời kể về lễ rửa tội của Constantine được đưa ra trong Công vụ của Sylvester và Giáo hoàng thư.

### Sự cung hiến của Constantinus

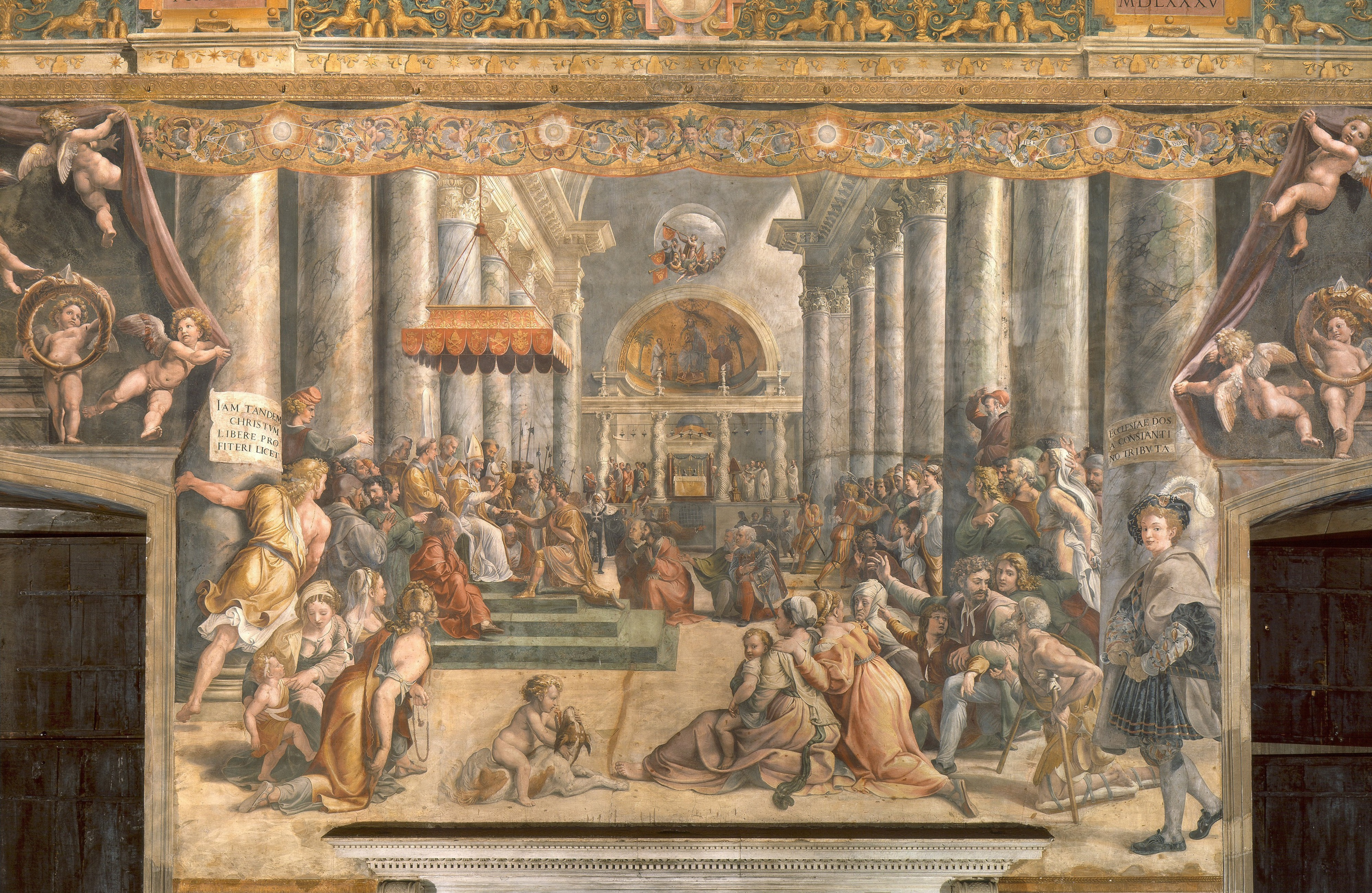
Sự cung hiến của Constantinus, 1520–1524

Bức tranh cuối cùng trong chuỗi bích họa này là Sự cung hiến của Constantinus, ghi lại một sự kiện được cho là diễn ra ngay sau lễ rửa tội của Constantinus, và được lấy cảm hứng từ sắc lệnh giả mạo nổi tiếng, là sắc lệnh Constantinus trao cho Giáo hoàng quyền thống trị lãnh thổ Roma, nằm trong văn luật Decretum của Gratianus.

## Phòng Heliodorus
Căn phòng tiếp theo, đi từ Đông sang Tây, là Gian phòng của Heliodorus (Stanza di Eliodoro). Được vẽ từ năm 1511 đến năm 1514, nó lấy tên từ một trong những bức tranh tại đây. Chủ đề của phòng riêng này - có lẽ là khán phòng quan sát - là ân điển bảo vệ do Đấng Kitô ban cho Giáo hội. Bốn bức tranh là: Trục xuất Heliodorus khỏi Đền Thánh, Thánh lễ ở Bolsena, Thánh Lêô Cả gặp Attila, và Giải cứu Thánh Phêrô khỏi ngục tù. Trong hai bức bích họa đầu tiên, Raffaello tâng bốc bao gồm cả người bảo trợ của mình, Giáo hoàng Giuliô II, với tư cách là người tham gia hoặc quan sát; bức thứ ba, được vẽ sau khi Giuliô qua đời, bao gồm một bức chân dung của người kế vị ông, Lêô X.
Phong cách của Raffaello đã thay đổi ở đây từ Phòng Tông Ấn. Thay vì những hình ảnh tĩnh trong thư viện của Giáo hoàng, ông đã có những lối kể chuyện đầy kịch tính để khắc họa qua bức vẽ của mình, và cách tiếp cận của ông là tối đa hóa hiệu ứng biểu cảm của các bích họa. Ông thể hiện ít nhân vật hơn nhưng hình tướng lớn hơn để cho hành động và cảm xúc của họ tạo tác động thị giác trực tiếp hơn đến người xem, và ông đã sử dụng hiệu ứng ánh sáng sân khấu để làm nổi bật một số nhân vật nhất định và tăng cường sự tập trung cao độ.

### Trục xuất Heliodorus khỏi Đền Thánh

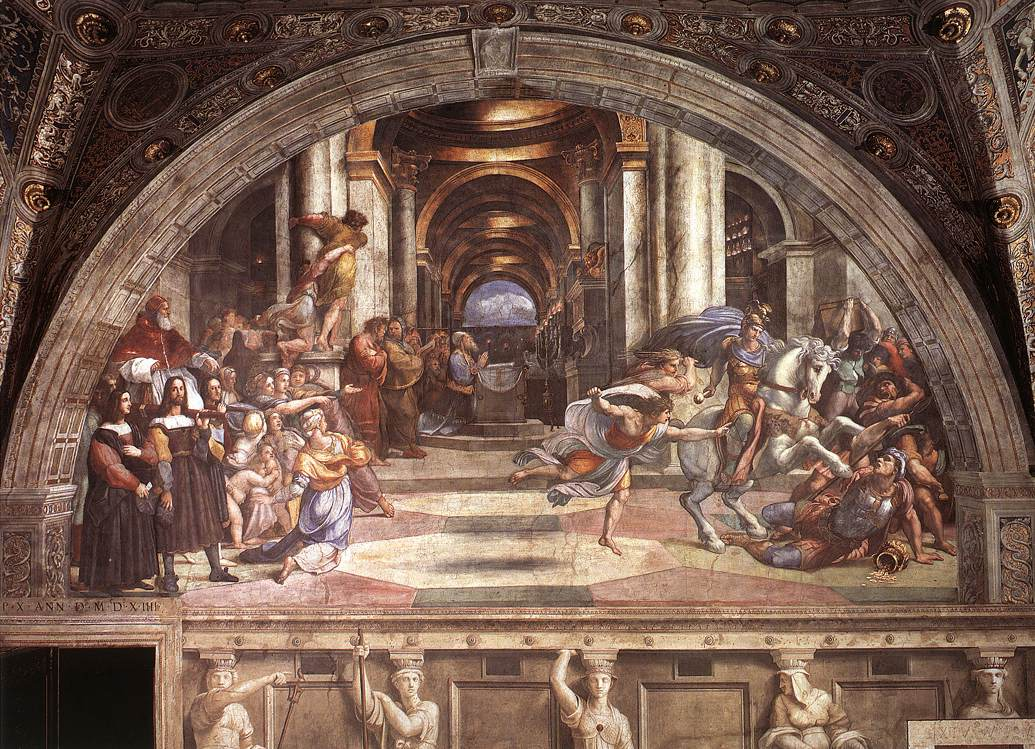
Raffaello, Trục xuất Heliodorus khỏi Đền Thánh, 1511–1513

Trong Trục xuất Heliodorus khỏi Đền Thánh, Raffaello đã minh họa đoạn Kinh thánh từ Macabê 2 (3: 21–28) về Heliodorus, người được cử đi chiếm kho báu được bảo quản trong Đền thờ Jerusalem, nhưng đã bị chặn lại khi lời cầu nguyện của thầy tế lễ Ngôi đền nhận được hồi tín của các thiên thần, đánh đuổi kẻ xâm nhập và một thiên thần cưỡi ngựa đã đuổi Heliodorus ra khỏi ngôi đền. Bố cục ấn tượng hơn đáng kể so với các bức bích họa trước đó của Raffaello trong Phòng Tông Ấn. Mặc dù tâm điểm vẫn là hình bóng của vị linh mục đang cầu nguyện, Heliodorus và các thiên thần lao thẳng vào không gian, như sắp tràn ra khỏi bức tranh vậy. Ở bên trái, Giuliô II, được Vệ binh Thụy Sĩ khiêng trên ghế, chứng kiến sự kiện này. Việc bao gồm cả Giáo hoàng trong tranh ở đây đề cập đến các cuộc chiến của ông trong việc ngăn chặn các thế lực lãnh đạo thế tục chiếm đoạt các lãnh thổ của Vương quốc Giáo hoàng.

### Thánh lễ ở Bolsena

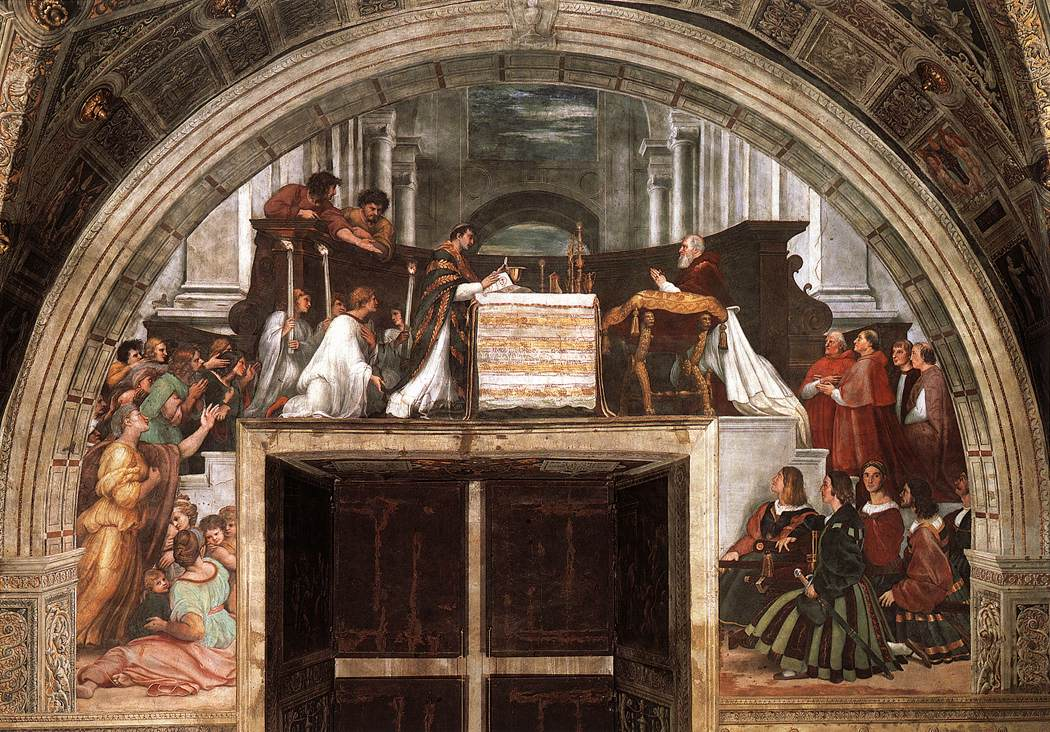
Raffaello, Thánh lễ ở Bolsena, 1512

Thánh lễ ở Bolsena mô tả câu chuyện của một linh mục người Bohemia vào năm 1263 đã không còn nghi ngờ gì về giáo huấn Thiên Chúa chuyển bản thể khi ông nhìn thấy chiếc bánh bắt đầu chảy máu trong khi truyền phép trong thánh lễ. Tấm vải vấy máu được giữ làm di vật tại thị trấn Orvieto gần đó; Giuliô II đã đến thăm Orvieto và cầu nguyện trên thánh tích vào năm 1506. Giáo hoàng được miêu tả như một người tham dự Thánh lễ và là nhân chứng cho phép lạ; ông quỳ bên phải bàn thờ, với các thành viên của Giáo triều đứng phía sau ông. Raffaello phân biệt những nhân chứng "thực sự" ở thế kỷ mười ba với những người cùng thời với giáo hoàng bằng mức độ tham gia của họ vào sự kiện này; những người cùng thời giáo hoàng tập trung bình tĩnh vào bản thân Giuliô đang quỳ gối cầu nguyện hơn là đáp lại phép màu.

### Thánh Lêô Cả gặp Attila

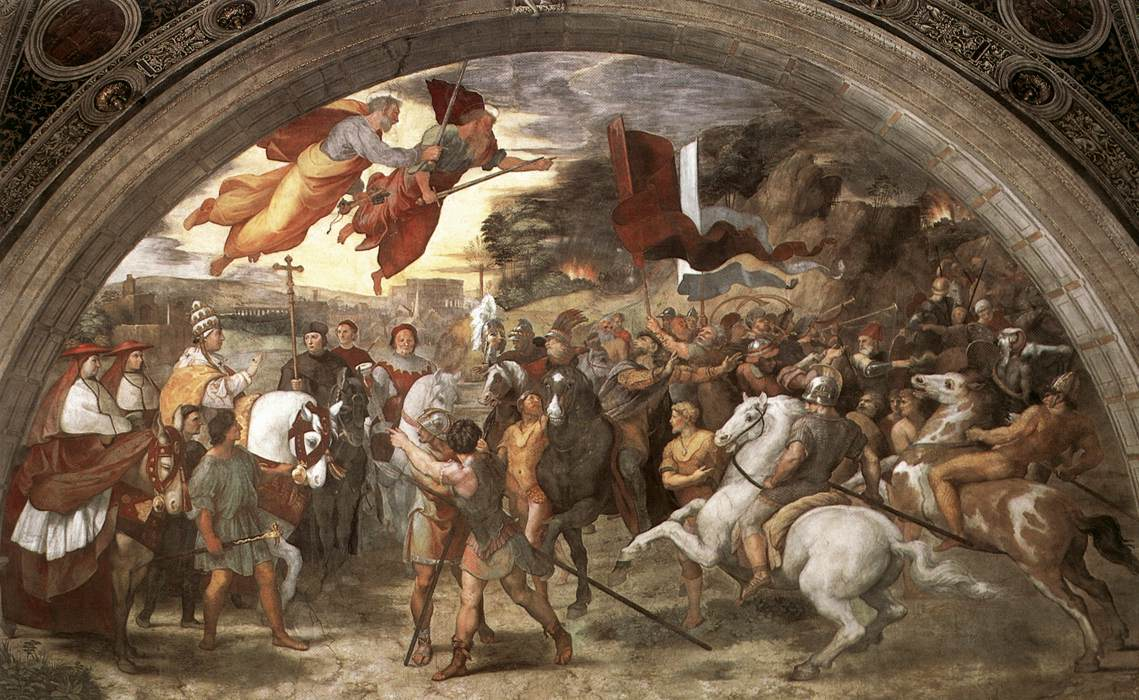
Thánh Lêô Cả gặp Attila, 1514

Thánh Lêô Cả gặp Attila mô tả cuộc đấu trí giữa vị Giáo hoàng và kẻ chinh phạt Attila Rợ Hung, và bao gồm những hình ảnh huyền thoại của Thánh Phêrô và Thánh Phaolô trên bầu trời với những thanh kiếm trong tay. Một bản vẽ được phát triển đầy đủ của Raffaello cho thấy ông đã lên kế hoạch đặt giáo hoàng với các đặc điểm của Giuliô ở hậu cảnh; khi Lêô X trở thành giáo hoàng - và chỉ tình cờ chọn cái tên Lêô - ông hẳn đã khuyến khích chàng nghệ sĩ đưa vị giáo hoàng ra phía trước trung tâm và sử dụng bức chân dung của chính ông để phác họa nhân vật.

### Giải cứu Thánh Phêrô

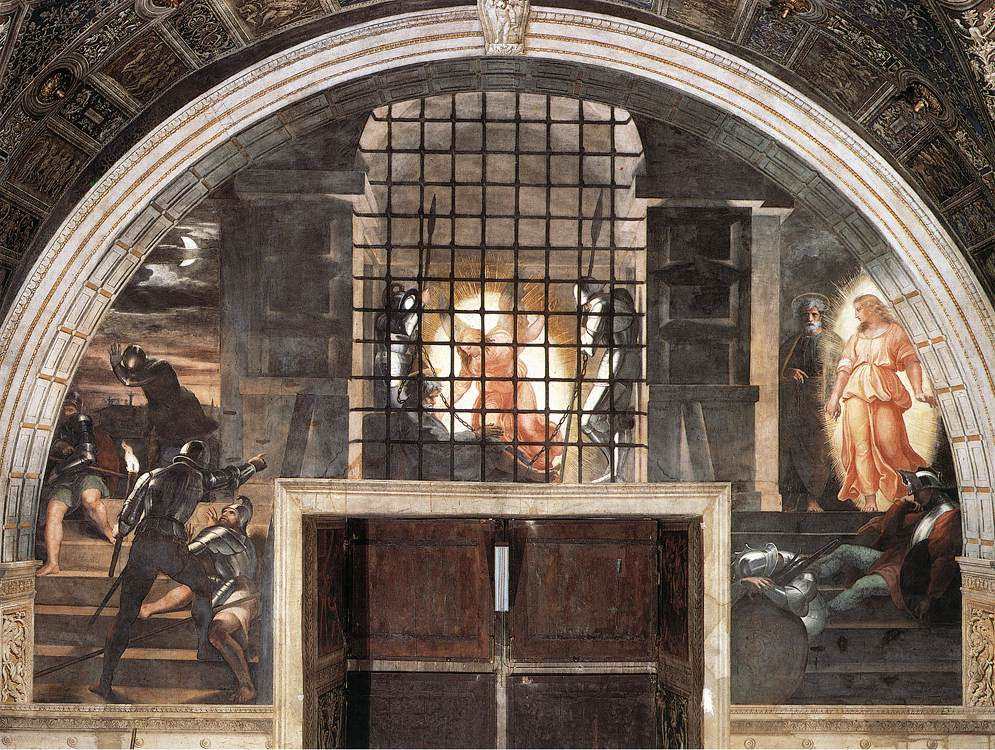
Raffaello, Giải cứu Thánh Phêrô, 1514

Giải cứu Thánh Phêrô mô tả Thánh Phêrô được một vị thiên thần giải cứu khỏi lao tù, câu chuyện này được mô tả trong Công vụ 12. Nó tượng trưng cho quyền năng của Sứ giả của Chúa Kitô để thoát khỏi sự giam cầm của con người. Nhà thờ giám mục hiệu tòa của Giuliô II với tư cách là hồng y trước khi ông được nâng lên làm giáo hoàng là Thánh Phêrô mang Xiềng Xích (San Pietro in Vincoli), vì vậy bức tranh ngay lập tức là một tham chiếu chung về giáo hoàng và một tham chiếu cụ thể đến Giuliô. Bức bích họa là một thành quả nghiên cứu về ánh sáng: ánh trăng tự nhiên, đèn đuốc người thắp và ánh sáng thiên thần do Chúa phái xuống. Tất nhiên, ánh sáng thiên thần phải chói lòa hơn hẳn những ánh sáng khác.

## Phòng Tông Ấn
Phòng Tông Ấn (Stanza della segnatura) là nơi đầu tiên được trang trí bởi những bức bích họa của Raffaello. Đây là khu nghiên cứu chứa thư viện của Giáo hoàng Giuliô II, cũng là nơi các văn kiện thư tín quan trọng nhất của Giáo hội được Giáo hoàng ký và đóng dấu và trở thành giáo điều được đưa ra thực thi, từ đó có tên gọi là Phòng Tông Ấn. Căn phòng này đồng thời là nơi họp của Tối cao Pháp viện Tông Tòa - cơ quan tư pháp quyền lực nhất của Giáo hội. Ý tưởng của chàng nghệ sĩ mang lại sự hài hòa giữa tinh thần Cổ xưa và Kitô giáo, đồng thời phản ánh nội dung trong thư viện của Giáo hoàng với các chủ đề về thần học, triết học, luật học và nghệ thuật thi ca, được thể hiện bằng các tiểu tranh khung tròn phía trên các bức tường khung vòm bán nguyệt. Chủ đề của căn phòng này là trí tuệ thế giới và tâm linh, đồng thời là sự hòa hợp mà các nhà nhân văn thời Phục Hưng tiếp nhận giữa giáo lý Kitô và triết học Hy Lạp. Chủ đề của trí tuệ thể hiện thích hợp rằng căn phòng này là phòng hội nghị cho Pháp viện Tông Tòa, nơi hầu hết các tài liệu quan trọng của giáo hoàng đã được ký và đóng ấn.

### Tranh luận về Bí tích Thánh Thể

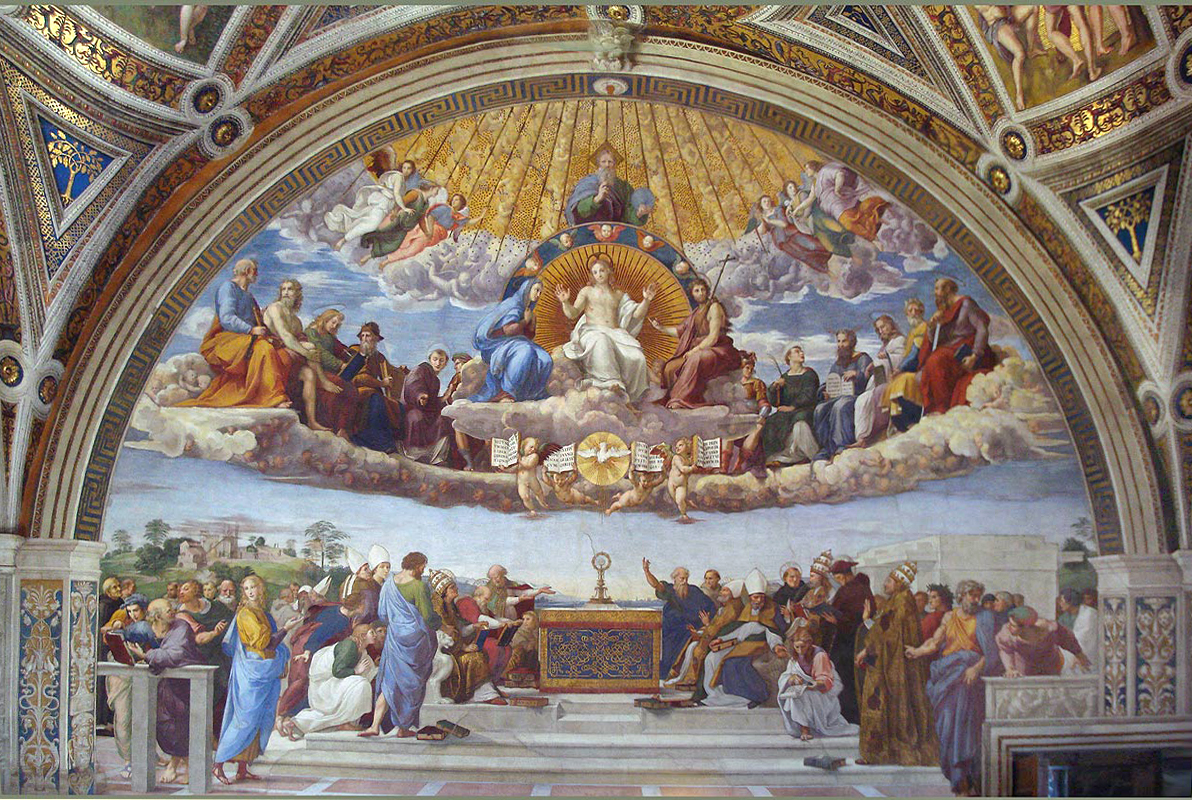
Raffaello, Tranh luận về Bí tích Thánh Thể, 1509-1510

Tác phẩm đầu tiên Raphael thực hiện trong khoảng thời gian từ 1509 đến 1510 là Tranh luận về Bí tích Thánh Thể, tên gọi truyền thống của Chầu Thánh Thể. Trong bức tranh, Raffaello đã tạo ra một hình ảnh của giáo hội, được trình bày như trải dài cả thiên đường và trần thế.

### Đỉnh Parnassus

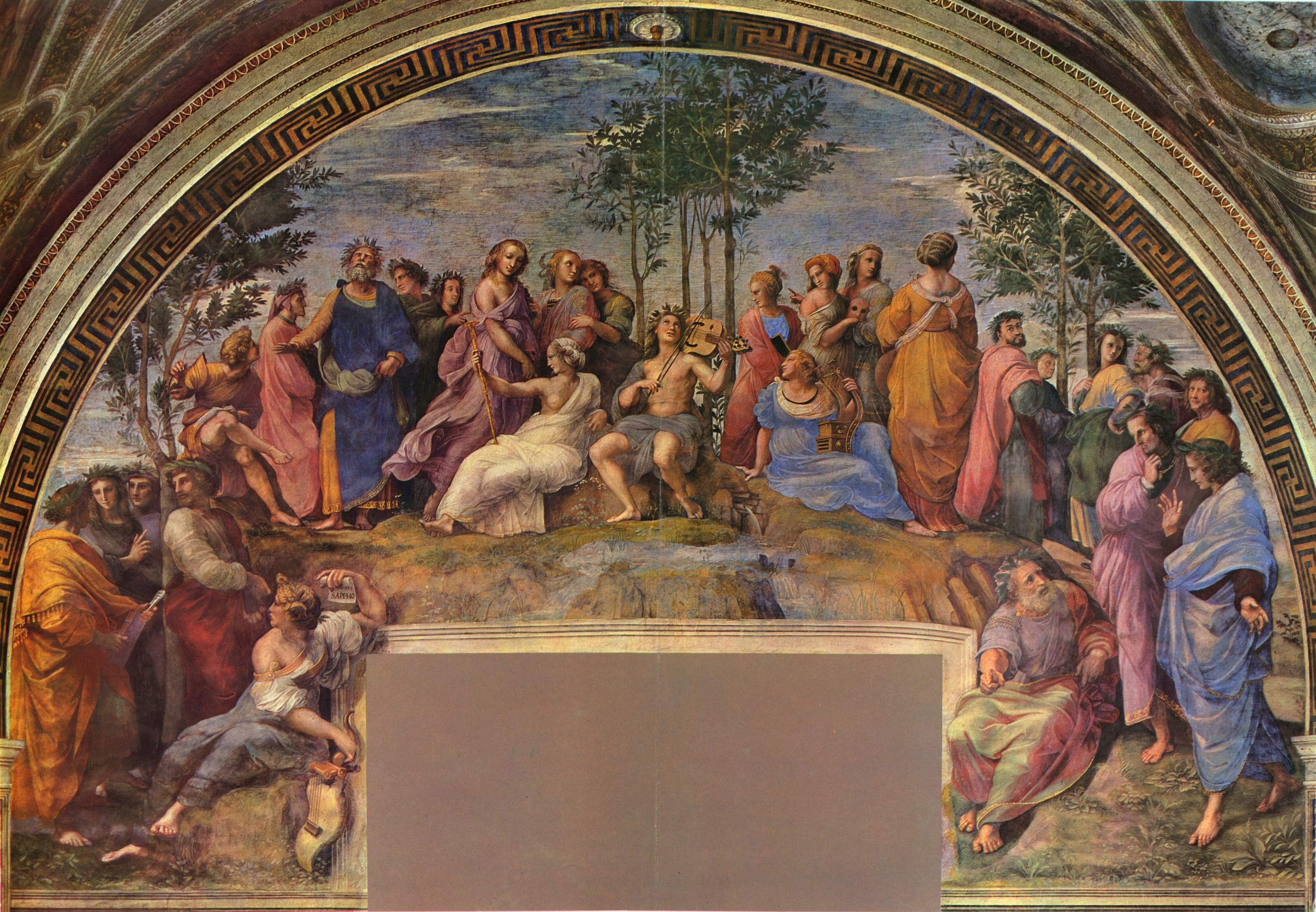
Raffaello, Đỉnh Parnassus, 1509-1511

Raffaello hoàn thành tác phẩm thứ hai từ năm 1509 đến năm 1511 Nó tượng trưng cho Đỉnh Parnassus, nơi ở của thần Apollo và các Muse thần nàng thơ và là quê hương của thi ca, theo thần thoại cổ điển. Trong bức bích họa Apollo và các nàng thơ Muse được bao quanh bởi các nhà thơ từ thời cổ đại và thời của Raffaello.

### Trường Athena

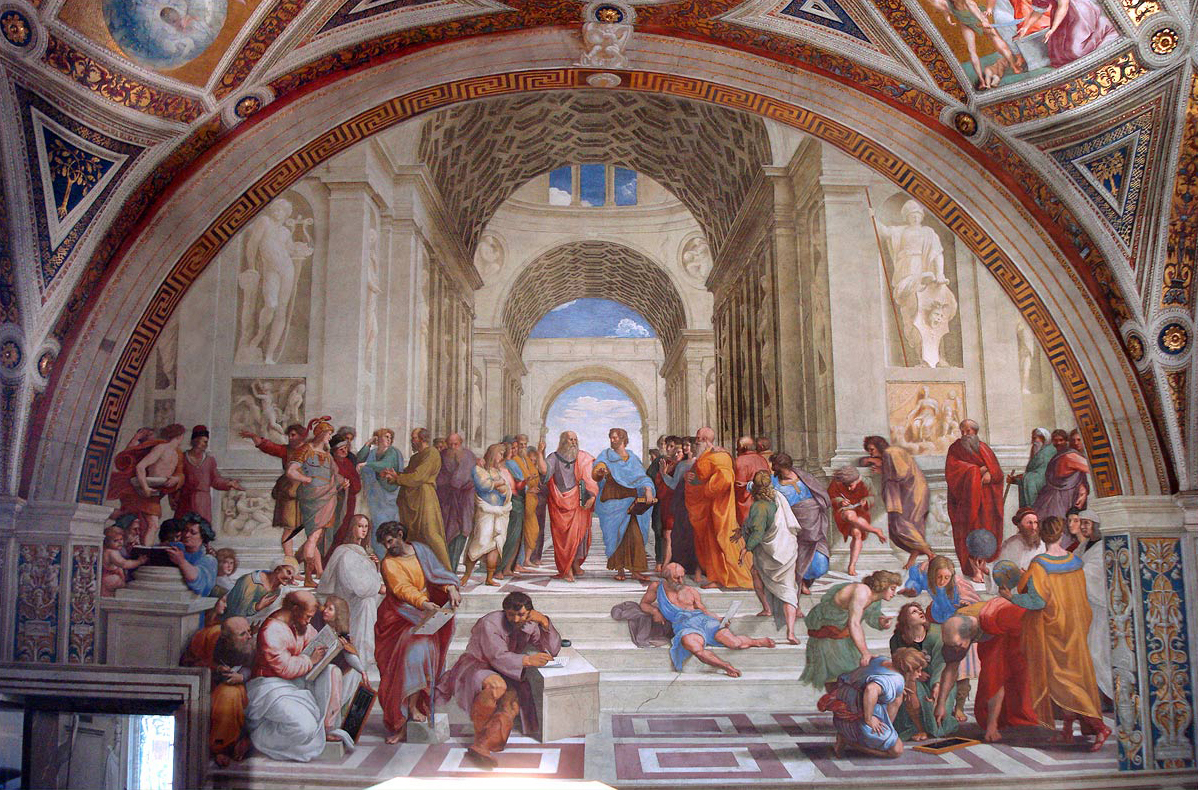
Raphael, Trường Athena, 1509-1511

Trong khoảng thời gian từ 1509 đến 1511, Raffaello cũng hoàn thành một tác phẩm khác trên bức tường đối diện với bức Tranh luận Bí tích Thánh Thể. Bức tranh thứ ba này, mang tên Trường Athena, đại diện cho mức độ kiến thức hoặc sự thật có được thông qua lý trí. Vị trí của bức bích họa cũng như bước đi của các triết gia theo hướng của Bí tích Thánh Thể ở bức tường đối diện, gợi ý giải thích toàn bộ căn phòng là sự chuyển động từ triết học cổ điển sang tôn giáo chân chính và từ thế giới tiền Kitô giáo sang Kitô giáo. Nó có nghĩa là nằm trên khu vực triết học trong thư viện của Giáo hoàng Giuliô II. Đây có lẽ là bức bích họa nổi tiếng nhất của Raffaello.

### Đức hạnh cốt yếu

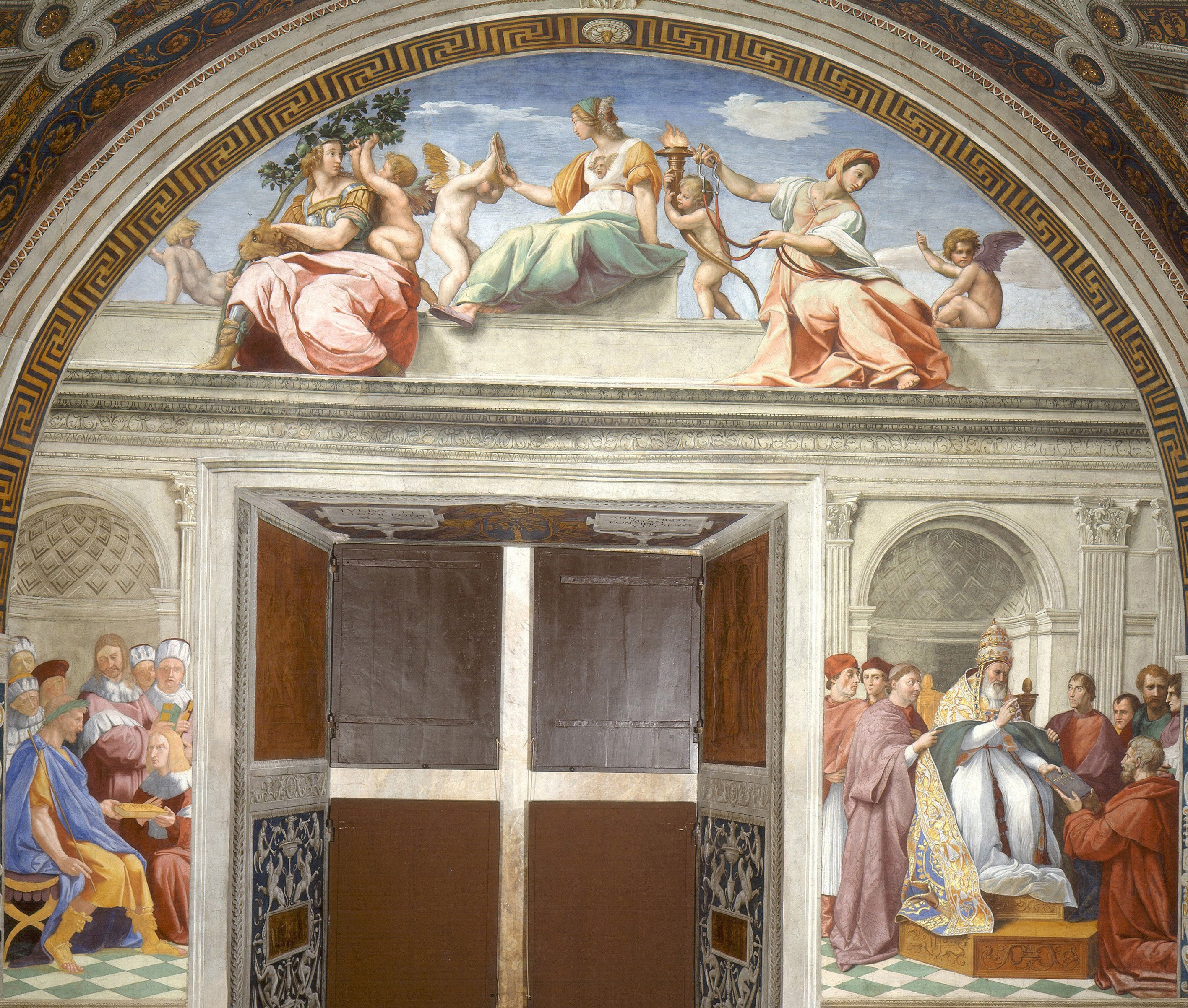
Raffaello, Đức hạnh cốt yếu, 1511

Hai cảnh trên bức tường thứ tư được thực hiện bởi xưởng vẻ và vòm tường bán nguyệt phía trên chứa tác phẩm Đức hạnh cốt yếu, được vẽ vào năm 1511. Đức hạnh cốt yếu trình bày một cách ngụ ngôn các đức tính về sự dũng cảm, thận trọng và tiết độ cùng với lòng bác ái, đức tin và hy vọng.

## Phòng Hỏa hoạn phường Borgo
Phòng Hỏa hoạn phường Borgo (Stanza dell'incendio del Borgo) được đặt theo tên của bức tranh Hỏa hoạn phường Borgo mô tả Giáo hoàng Lêô IV làm dấu thánh giá để dập tắt hỏa hoạn đang hoành hành ở phường Borgo của Roma gần Vatican. Căn phòng này được chuẩn bị như một phòng thưởng nhạc cho người kế vị của Giuliô, Lêô X. Các bức bích họa mô tả các sự kiện trong cuộc đời của Giáo hoàng Lêo III và Lêô IV. Các bức tranh khác trong phòng là Thệ ngôn của Lêô III, Lễ đăng quang của Charlemagne đăng quang bởi Lêô III, và Trận hải chiến Ostia. Mặc dù Hỏa hoạn phường Borgo được dựa trên các thiết kế chín muồi của Raffaello, nó được thực hiện bởi các học trò của ông và họ đã vẽ ba bức tranh khác mà không có sự hướng dẫn của ông.

### Thệ ngôn của Lêô III

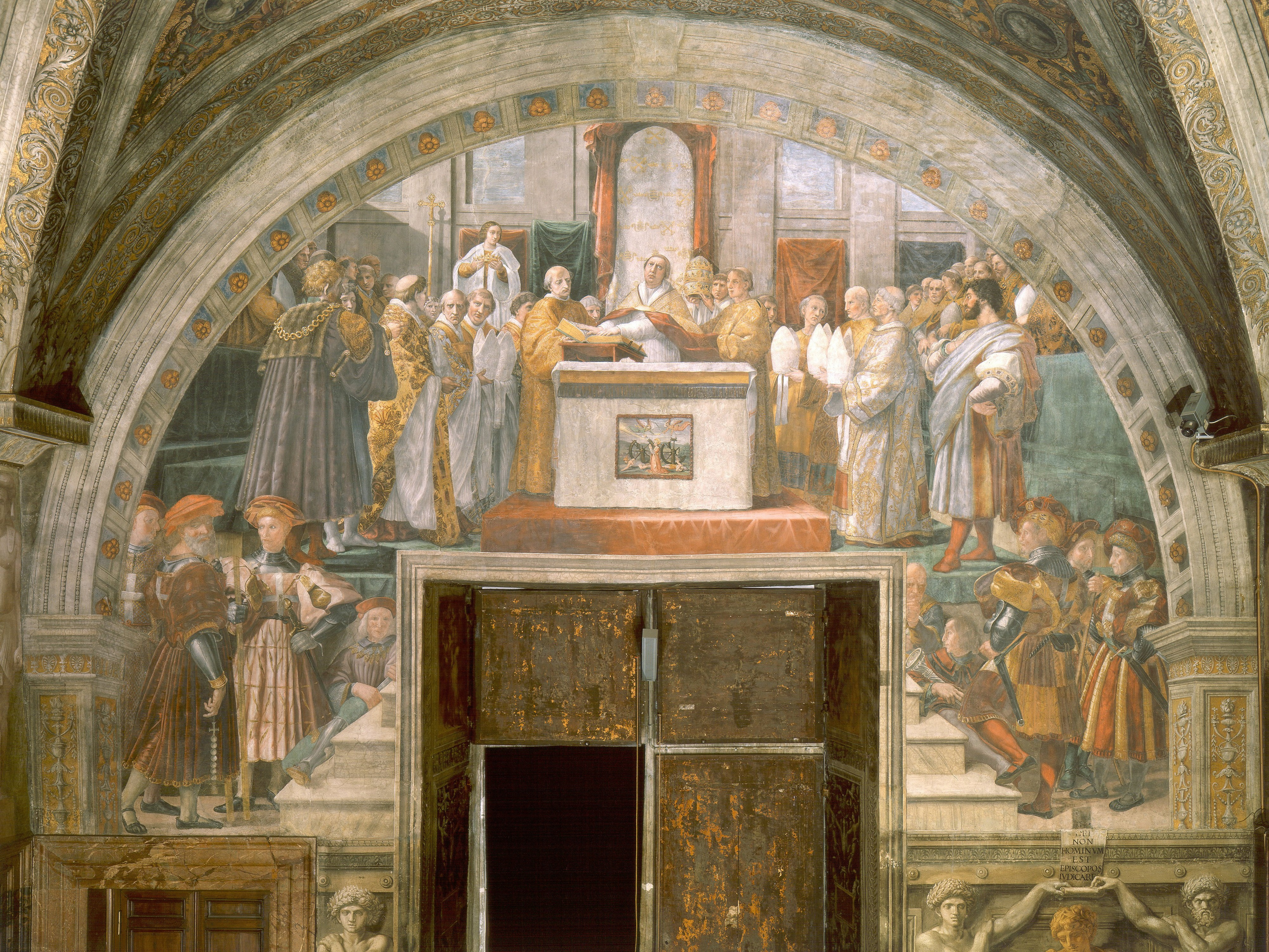
Thệ ngôn của Lêô III, 1516–1517

Vào ngày 23 tháng 12 năm 800, Giáo hoàng Lêô III tuyên thệ thanh trừng liên quan đến những cáo buộc do các cháu của người tiền nhiệm Giáo hoàng Ađrianô I chống lại ông. Sự kiện này được thể hiện trong Thệ ngôn của Lêô III.

### Lễ đăng quang của Charlemagne

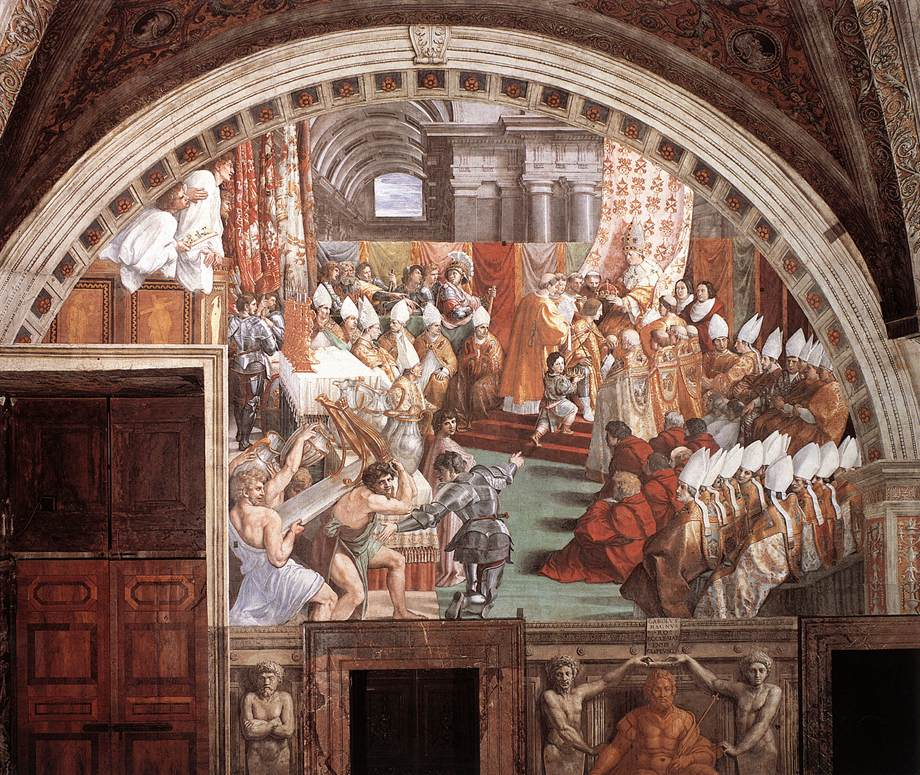
Lễ đăng quang của Charlemagne, 1516–1517

Lễ đăng quang của Charlemagne mô tả sự kiện Charlemagne đã được trao vương miện Hoàng đế La Mã Thần thánh vào ngày Giáng sinh năm 800 như thế nào.

### Hỏa hoạn phường Borgo

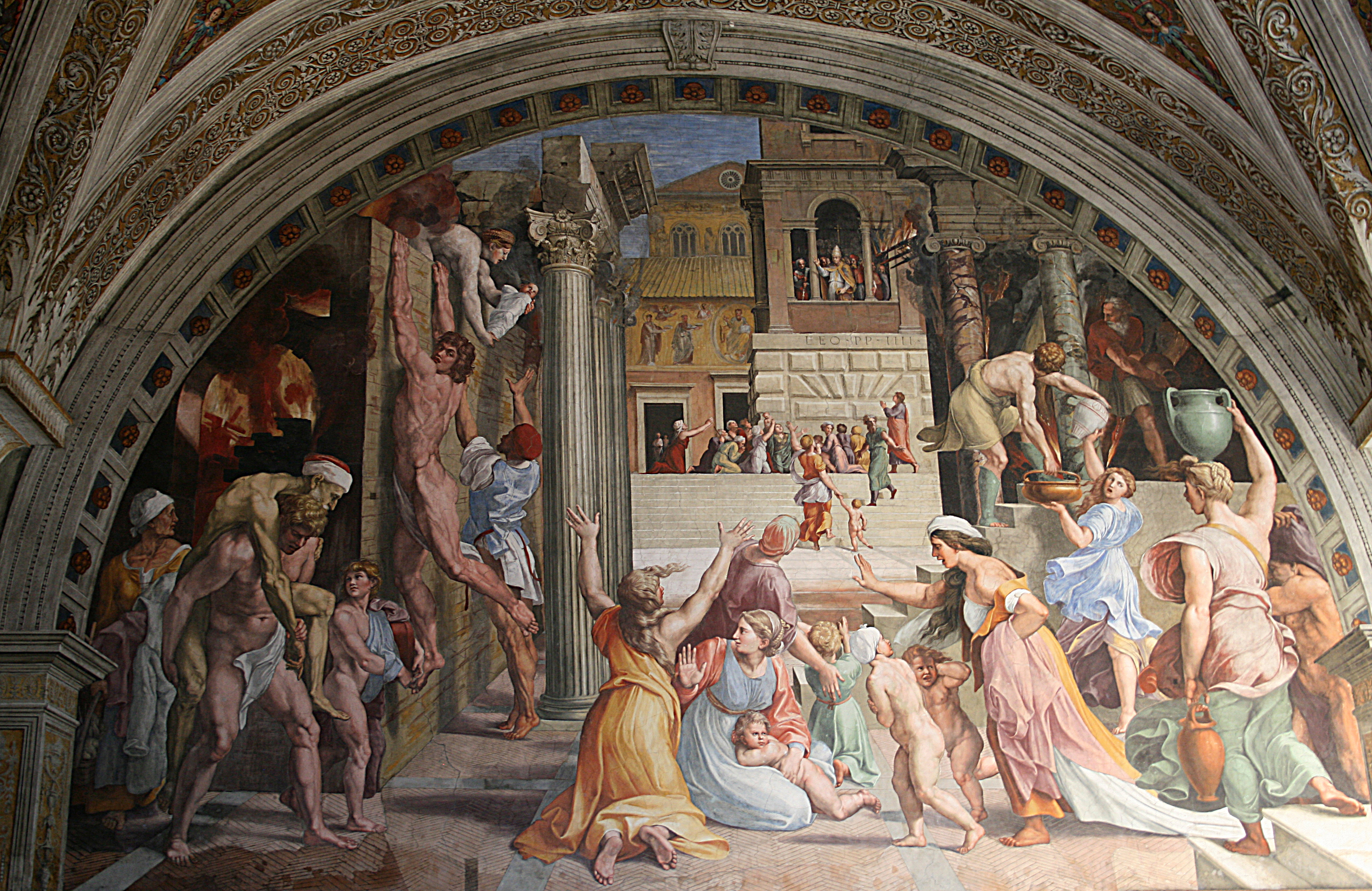
Hỏa hoạn phường Borgo, 1514–1517

Hỏa hoạn phường Borgo cho thấy một sự kiện được ghi lại trong Giáo hoàng thư: đám cháy bùng phát ở phường Borgo của Roma vào năm 847. Theo Giáo hội Công giáo, Giáo hoàng Lêô IV đã ngăn chặn ngọn lửa bằng phép lành của mình.

### Trận hải chiến Ostia

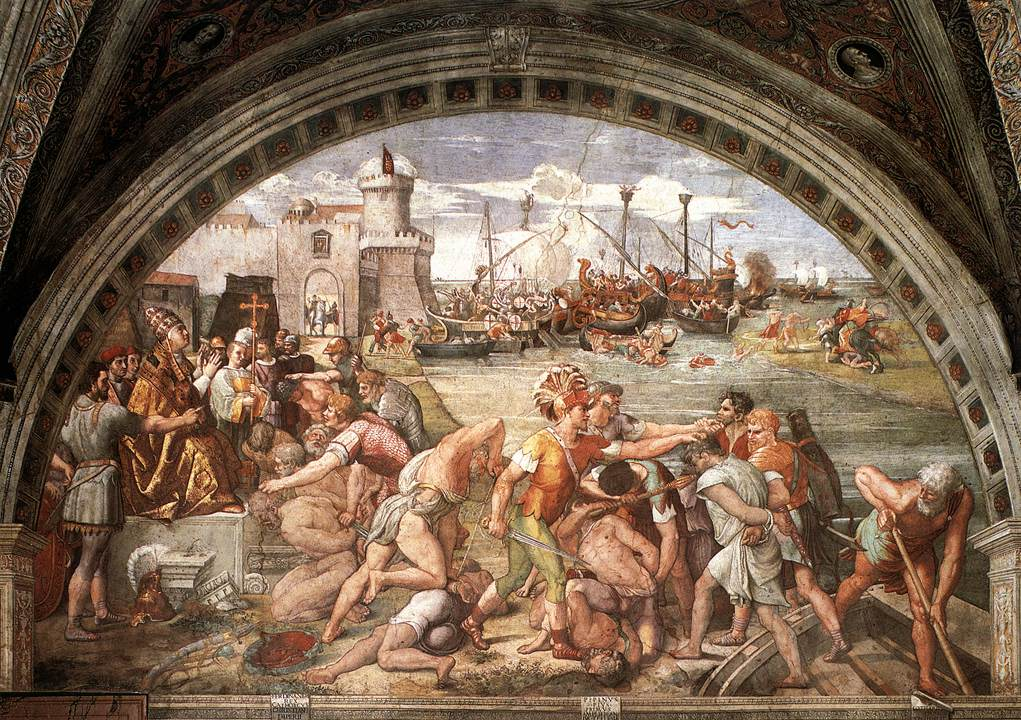
Trận hải chiến Ostia, 1514–1515

Trận hải chiến Ostia được lấy cảm hứng từ chiến thắng hải quân của Lêô IV trước quân Ả Rập Hồi giáo Saracens tại Ostia năm 849.